# 나미하나역
나미하나역(일본어: 浪花駅, なみはなえき)은 일본 지바현 이스미시에 있는 동일본 여객철도의 철도역이다.

## 역 구조
섬식 1면 2선의 지상역이다. 역사와 승강장은 과선교로 이어져 있다.
가쓰우라역이 관리하는 무인역으로, 승차역 증명서 발행기가 놓여 있다. 간이 개찰기에서 스이카 및 제휴 교통카드의 사용이 가능하다.

### 승강장
| 1 | ■ 소토보 선 (하행) | 가쓰우라 · 아와카모가와 방면                |
| 2 | ■ 소토보 선 (상행) | 오하라 · 모바라 · 오아미 · 소가 · 지바 방면 |

## 역세권 정보
역 주변으로 논밭을 중심으로 한 농경지대가 있다. 귤을 주제로 한 테마파크인 오하라 오렌지랜드가 근처에 있다.

## 역사
- 1913년 6월 20일 - 일본국유철도의 역으로 개업하였다.
- 1987년 4월 1일 - 민영화에 따라 동일본 여객철도의 소속이 되었다.
- 2009년 3월 14일 - 스이카의 사용이 개시되었다.

## 인접역
| 동일본 여객철도 소토보 선 | 동일본 여객철도 소토보 선 | 동일본 여객철도 소토보 선 |
| ------------------------- | ------------------------- | ------------------------- |
| 오하라 지바 방면          | ■ 소토보 선               | 온주쿠 아와카모가와 방면  |